# Centrale hydroélectrique d'Aiviekste
La centrale hydroélectrique d’Aiviekste (en letton Aiviekstes hidroelektrostacija) est la première centrale hydroélectrique construite en Lettonie. Elle est située sur la rivière Aiviekste. 

## Présentation
La centrale fut mise en service en 1925 et jusqu'en 1938, elle était la plus grande de Lettonie. La centrale fut mis hors service en 1969. Cependant, en 1988, il fut décidé de la remettre en service. En 1993, la production d'énergie redémarra.
La centrale a une capacité totale de 0,8 MW. En 2007, elle généra ou a produit 3 GWh/an d'électricité. La centrale est exploitée par Latvenergo.